# Leuprorelin
Leuprorelin ist ein GnRH-Analogon, das zu einem Stillstand der Geschlechtshormonproduktion führt und zur künstlichen Absenkung des Testosteron- oder Östrogen-Spiegels im Blut verwendet wird. Es ist ein Peptid, das aus neun Aminosäuren aufgebaut ist.

## Indikation
Leuprorelin wird unter anderem eingesetzt bei
- der Behandlung von Myomen der Gebärmutter,
- der Therapie von Brustkrebs,
- Endometriose,
- der Therapie des lokal fortgeschrittenen und metastasierten Prostatakrebses,
- verfrüht einsetzender Pubertät (Pubertas praecox) bei Mädchen und Jungen,
- Sexualtriebtätern aufgrund der Hemmung der Geschlechtshormonproduktion.
- Cluster-Kopfschmerz[4]

## Sonstiges
Leuprorelin unterliegt in Deutschland der Verschreibungspflicht. Vor Licht geschützt und unter 25 °C gelagert sind Zweikammerspritzen 36 Monate haltbar. Das Anwendungsintervall darf bei Monatsdepots höchstens 32 Tage betragen. Takeda erzielte mit Leuprorelin-Produkten im Finanzjahr 2012 einen Nettoumsatz von etwa 8 Mrd. Euro.

### Herstellung
Zu den wichtigen Herstellern von Leuprorelin in Deutschland gehören unter anderem Takeda, AMW GmbH (Implantate Gosrelin/Leuprorelin) und Abbvie (Lupron Depot).

## Handelsnamen
Monopräparate
Enantone (D, A), Trenantone (D, A), Sixantone (D, A), Leuprolin (D), Lucrin (CH), Lutrate (D) diverse Generika (D, CH); Eligard (Leuprorelinacetat; D)